# Marcel Pinel
Pour les articles homonymes, voir Pinel.
Marcel Pinel, né le 8 juillet 1908 à Honfleur (Calvados), commune où il est mort le 18 mars 1968, est un footballeur international français. Comptant sept sélections avec l'équipe de France, il fut sélectionné pour disputer la Coupe du monde 1930 en Uruguay.

## Biographie
Débutant dans le club de sa ville natale, le Club sportif honfleurais, en première division de Basse-Normandie, Marcel Pinel part en région parisienne à 20 ans. Passé par le Paris université club et le Stade français, il rejoint en 1925 le Red Star Olympique, l'un des principaux clubs français du moment, où il évolue au poste d'avant-centre et de milieu offensif. 
Pré-sélectionné en même temps qu'Yvon Ségalen, il assiste depuis le banc de touche à la lourde défaite (1-4) à Colombes de l'équipe de France face à l'Angleterre. Profitant semble-t-il des nombreux forfaits dans les rangs français, du fait du refus des employeurs de libérer leurs joueurs, il est intégré à l'équipe de France de football comme milieu offensif pour participer à la première Coupe du monde de football de 1930 : alors qu'il effectue son service militaire aux Douanes, Pinel obtient pour cela une permission exceptionnelle comme « Envoyé extraordinaire auprès du Consul de France en Uruguay. »,. Il fête sa première sélection en mai 1930 contre la Tchécoslovaquie (2-3) à Colombes. Pour son troisième match, il inscrit un doublé contre la Belgique, pour le dernier match de préparation des Bleus. Il est titulaire lors de la compétition et joue les trois matchs face au Mexique, à l'Argentine et au Chili. Les Tricolores emportent le premier match mais s'inclinent deux fois ensuite, et sont éliminés dès le premier tour.  Avec son ancien équipier du Red Star Augustin Chantrel, il est le correspondant du quotidien sportif L'Auto pour couvrir l'évènement. Il honore sa dernière sélection en décembre de la même année contre la Belgique, face à laquelle il inscrit un nouveau doublé,.
En 1932, le football français devenu officiellement professionnel, il participe au premier championnat national (il dispute au moins quatre matchs au printemps 1933. Relégués en Division 2, les Audoniens remportent leur championnat la saison suivante (Pinel disputant tous les matchs de la saison en D2) et retournent parmi l'élite. En 1935, Pinel quitte le Red Star et arrête sa carrière.
Le stade de football de sa ville natale de Honfleur, où il décède en 1968, porte son nom en sa mémoire.

## Palmarès
- Championnat de France de football D2
  - Champion en 1934
- Sélectionné à la Coupe du monde 1930